# Холанд (Тексас)
Холанд (енгл. Holland) град је у америчкој савезној држави Тексас. По попису становништва из 2010. у њему је живело 1.121 становника.

## Демографија
Према попису становништва из 2010. у граду је живело 1.121 становника, што је 19 (1,7%) становника више него 2000. године.
| Група             | 2000.       | 2010.       |
| Белци             | 783 (71,1%) | 771 (68,8%) |
| Афроамериканци    | 59 (5,4%)   | 42 (3,7%)   |
| Азијати           | 6 (0,5%)    | 5 (0,4%)    |
| Хиспаноамериканци | 223 (20,2%) | 306 (27,3%) |
| Укупно            | 1.102       | 1.121       |